# Elisabeth Schweigaard Selmer
Elisabeth Schweigaard Selmer, född 1923, död 2009, var en norsk politiker. Hon blev justitieminister 1965. Hon var sitt lands första kvinnliga justitieminister.  